# Caroline Nagtegaal
Caroline Nagtegaal-van Doorn, meist nur Caroline Nagtegaal (geboren am 1. Juni 1980 in Utrecht) ist eine niederländische Unternehmensberaterin und Politikerin (VVD). 2017 rückte sie ins Europäische Parlament nach und war Mitglied der ALDE-Fraktion. Bei der Europawahl 2019 errang sie direkt ein Mandat und ist seitdem Teil der Fraktion Renew Europe.

## Leben

### Ausbildung und berufliche Karriere
Caroline Nagtegaal wurde am 1. Juni 1980 in Utrecht geboren. Nach ihrem Schulabschluss studierte sie ab 1999 Öffentliche Verwaltung an der Universität Rotterdam, dem sie bis einen Master in Governance of Complex Spatial Development (Abschluss 2002) sowie einen Master in New Public Management an der Universität Bocconi in Mailand (Abschluss 2004) anschloss.
Nach ihrem Studium begann sie 2004 als Beraterin bei KPMG für den öffentlichen Sektor tätig zu sein. 2010 wechselte sie zur Hafengesellschaft Rotterdam, wo sie als Projektmanagerin im Bauprojekt „Maasvlakte 2“ sowie für europäische Angelegenheiten zuständig war. Im September 2015 wechselte sie zum Betreiber des Flughafens Schiphol und arbeitete dort bis November 2017 als Manager Public & External Affairs.

### Politische Karriere
Nagtegaal ist seit 2002 Mitglied der Volkspartij voor Vrijheid en Democratie (VVD) und engagierte sich lange rein ehrenamtlich für die Partei. Von 2013 bis 2015 war sie Sekretärin der Parteikommission für europäische Fragen, von 2015 bis 2017 leitete sie die Ortsgruppe der VVD Rotterdam.
Bei der Europawahl 2014 nominierte die Partei sie für den fünften Listenplatz. Ihre Partei konnte jedoch trotz leichten Zugewinnen mit 12 Prozent nur drei der 26 niederländischen Mandate gewinnen, sodass sie den Einzug verpasste. Nach dem Wechsel ihrer Parteikollegin Cora van Nieuwenhuizen aus dem Parlament ins Kabinett Rutte III konnte Nagtegaal am 11. November 2017 ins Europaparlament nachrücken. Sie trat wie ihre VVD-Kollegen der liberalen ALDE-Fraktion bei und war für diese Mitglied im Ausschuss für Wirtschaft und Währung sowie stellvertretendes Mitglied im Ausschuss für Industrie, Forschung und Energie und Sonderausschuss zu Finanzkriminalität, Steuerhinterziehung und Steuervermeidung (2018–19).
Für die Europawahl 2019 nominierte ihre Partei sie für den dritten Listenplatz. Bei der Wahl gewann die VVD 14 Prozent und damit vier der 26 niederländischen Mandate, sodass Nagtegaal direkt einzog. Sie trat der neugegründeten liberalen Fraktion Renew Europe bei. Für die Fraktion ist sie in der 9. Wahlperiode des Parlaments Mitglied im Ausschuss für Verkehr und Tourismus. Für den Ausschuss für Wirtschaft und Währung war sie bis März 2020 nur stellvertretendes Mitglied, inzwischen ist sie dort Vollmitglied.